# 戯作
戯作（げさく、ぎさく、けさく、きさく）とは、近世後期、18世紀後半頃から江戸で興った通俗小説などの読み物の総称。戯れに書かれたものの意。明治初期まで書かれた。戯作の著者を戯作者という。

## 種類
戯作は、洒落本、滑稽本、談義本、人情本、読本、草双紙などに大きく分けられる。さらに草双紙は内容や形態によって赤本、黒本、青本、黄表紙、合巻に分けられる。

### 洒落本
洒落本とは、遊所での遊びの様子を書いたもの。山東京伝の『傾城買四十八手』などがある。

### 滑稽本
滑稽本とは、おかしみのある話。式亭三馬『浮世風呂』、十返舎一九の『東海道中膝栗毛』などが代表的。

### 談義本
談義本とは、滑稽さと教訓を合わせ持っていた、滑稽本のはしり。

### 人情本
人情本とは、主に恋愛を描いたもの。為永春水の『春色梅児誉美』や『春告鳥』などに代表される。

### 読本
読本とは、口絵や挿絵もあったが、文章中心の読み物であるところから読本と呼ばれた。中国文学の白話小説から影響を受けて生まれた。史実に取材することがあっても基本的にフィクションであり、勧善懲悪思想などを中心に据えた読み物であった。娯楽性も強いが、草双紙などと比べ文学性の高いものと認識されており、初期読本は知識人層によって書かれた。印刷技術や稿料制度など出版の体制が整っていたこともあり多くの読者を獲得したが、発行部数などは草双紙に及ばない。江戸や大坂で上田秋成、曲亭馬琴、山東京伝といった作者が活躍した。
代表的な読本には、秋成の『雨月物語』や馬琴の『南総里見八犬伝』などがある。

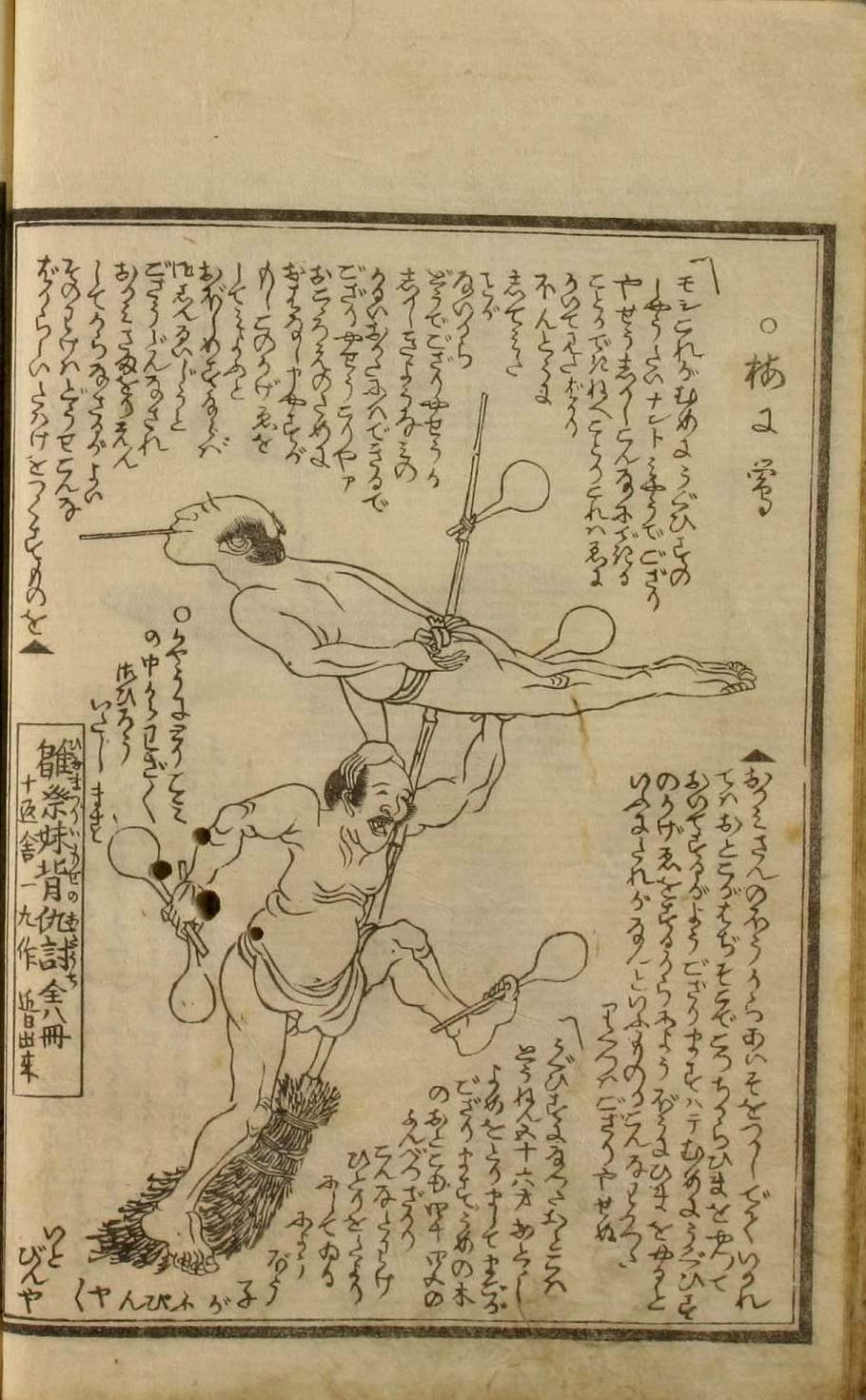
十返舎一九の『於都里伎』　1810年

### 草双紙
草双紙とは、絵に仮名で筋書きが書き込まれた物語。絵草紙（絵双紙）または単に絵本と呼ばれることもあった。子供向けのものが多かったが、次第に大人向けの洒落・滑稽な内容のものが書かれるようになった。表紙の色と内容によって分類される。
- 赤本 - 子供向け。桃太郎などの昔話ほか。
- 黒本 - 敵討ちなどの忠義や武勇伝など。
- 青本 - 少年や女性向けで、芝居の筋書きを書いたもの。
- 黄表紙 - 大人向けの、娯楽性が強い本。筋書き以上に、言葉や絵の端々に仕組まれた遊びの要素を読み解くことに楽しみがあった。表紙の色は黄色だったが、当時は青本と区別されていなかった。後年の研究者によって分類された。
- 合巻 - 話が長く、三冊以上の分冊になったものを一巻に綴じたもの。絵入りだが、内容も比較的読本に近い。草双紙と言えば合巻のことを指すこともある。

## 歴史
「戯作」の言葉自体は中国に古くからあり、その影響から日本でも江戸時代以前から使われていた。正当な表現に対するパロディや軽く茶化した表現のことを戯作と呼ぶようになった。

### 江戸時代の戯作
荻生徂徠などの影響で、当時の中国文学の口語小説の紹介・研究が進み、その影響を受けて読本などが書かれるようになった。また、『風流志道軒伝』などを書いた平賀源内は戯作者の祖と言われる。初期の戯作者の多くは大田南畝などの武士階級であった。18世紀中盤から洒落本や、草双紙の中でも黄表紙が栄えた。
しかし寛政の改革の弾圧によってそれまでの戯作に影が差すと、替わって庶民の中から式亭三馬や十返舎一九などの戯作者が現れ、読本や人情本、草双紙では合巻が多く流通するようになった。さらに天保の改革によって人情本が衰退すると、その穴を埋めるように合巻の刊行点数が増大した。
原稿料は安く、現代のアルバイトやパート並みで、印税制度もなかったため、全て買い取りだった。実績がない戯作者は数百文から一分の相場で、中には吉原で接待の馳走にあずかるだけで、一銭も入らない場合もあった。

#### 戯作者の伝記資料
- 石塚豊芥子『戯作者選集』（『笠間叢書』96（1978年）に、広瀬朝光影印本あり）
- 岩本活東子『戯作者小伝』（『燕石十種』第2輯所収）
- 岩本活東子『戯作六家撰』（『燕石十種』第2輯所収）

### 明治時代の戯作文学
滑稽な内容のものは歓迎されなくなり、一時期プロの作家は仮名垣魯文ら5人にまで減少した。
しかし政治的背景を元にした古典文芸の復権があった他、新聞の連載小説形式や活版印刷技術などの登場を機に明治10年頃から合巻が再び脚光を浴びるなど戯作は明治期にも続けられていた。
坪内逍遥らが近代文学を成立させるためにはそれまでの戯作に対する批判をする必要があった。
明治期には江戸時代の戯作の流れを汲んだジャンルとして「講談速記本」（講談本）が登場し、後に書き講談（『立川文庫』など）や新講談（『講談倶楽部』）を経て大衆文学に発展した。